# Церковь Донской иконы Божией Матери (Раздорская)
Церковь Донской иконы Божией Матери (Донская Богородицая церковь) — бывший православный храм в станице Раздорская Ростовской области; Волгодонская епархия, Усть-Донецкое благочиние.

## История
Еще в XVII веке в Раздорском городке Области Войска Донского была часовня. После переноса городка с острова на нынешнее месторасположение станицы на правом берегу Дона, упоминание о церкви на новом месте относится к 1726 году. В это время в станице имелся деревянный храм Во имя Святого Василия Великого. 

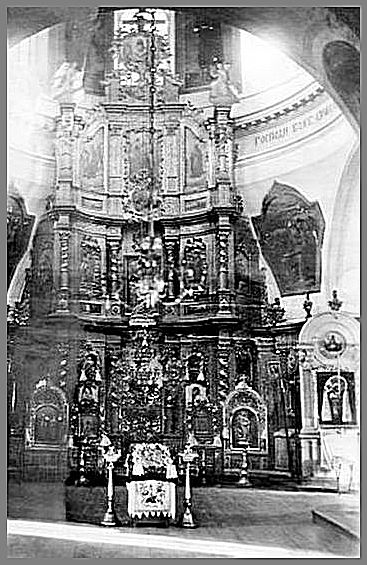
Иконостас церкви до революции

В 1747 году вместо обветшалой церкви была построена другая, тоже деревянная, просуществовавшая до 1784 года. В этом же году по указанию Войскового атамана Иловайского в станице была построена новая, третья по счёту, деревянная церковь Святого Василия Великого с приделом Во имя Святой Варвары Великомученицы. В 1804 году к церкви была пристроена каменная колокольня. Храм просуществовал в станице по 1824 год, когда было построено новое каменное здание церкви, а старая деревянная была перевезена в станицу Мечётинскую.
Новый кирпичный храм был заложен 15 июля 1817 года (предположительно по проекту донского архитектора Кампиони) в честь Донской иконы Божьей Матери (также назывался Донская Богородицая церковь). Построен он был в 1823 году и освящён в 1824 году. Церковь была красивым архитектурным сооружением в стиле ампир. Имела три престола: центральный придел — Донской Божьей Матери, правый — Святого Василия Великого; левый — Святой Варвары Великомученицы.  Иконостас был резной трёхъярусный; стены расписаны фресками. Высота колокольни составляла 22 метра, купола — 15 метров.
C установлением на Дону советской власти, в 1929 году, храм был закрыт. Разграбленная церковь превратилась в склад «Райзаготканторы». Летом 1962 года Донская Богородицкая церковь по указанию районных властей была уничтожена — взорвана. 
В 1994 году место расположения церкви и её фундамент были признаны памятником истории и культуры Ростовской области. Решается вопрос о воссоздании в станице этого храма в его первоначальном виде.
Адрес: Ростовская область, Усть-Донецкий район, станица Раздорская, ул. Ленина, 41. В настоящее время богослужения совершаются в здании бывшего сторожевого помещения храма. Настоятель — иерей Виктор (Давыдыч).